# Křižánky
Křižánky è un comune ceco situato nel distretto di Žďár nad Sázavou, nella regione di Vysočina.
Il comune si estende per un'area di 11,97 km² ed ha una popolazione di 374 abitanti (al 1º gennaio 2013).
Křižánky si trova circa 17 km a nord-est di Žďár nad Sázavou, 48 km a nord-est di Jihlava, e 126 km a est di Praga.